# Camponotus catalanus
Camponotus catalanus är en myrart som beskrevs av Carlo Emery 1924. Camponotus catalanus ingår i släktet hästmyror, och familjen myror. Inga underarter finns listade.